# Flypaper
Flypaper (Brasil: Flypaper - Os Desajustados ) é um filme policial de 1999 estrelado por Craig Sheffer, Robert Loggia, Sadie Frost, Talisa Soto e Lucy Liu. Foi escrito e dirigido por Klaus Hoch.

## Sinopse
Ganância, luxúria e destino reúnem uma coleção heterogênea de excêntricos e marginais para algumas situações complicadas na estréia neo-noir distorcida de Hoch. Três histórias separadas, mas interconectadas, todas ambientadas em um dia aparentemente ensolarado na Califórnia e centradas em um milhão de dólares em dinheiro, inspiram os personagens peculiares de Hoch a cometer atos tortuosos e depravados na tentativa de fazer um grande sucesso. Bobby Ray tenta forçar a filha viciada a se desintoxicar, enquanto é perseguido por um ex-amante da moça. No quarto ao lado, está Joe, traindo sua futura noiva Laura com Amanda. As histórias se cruzam de forma inesperada.

## Elenco
- Craig Sheffer como Bobby Ray
- Robert Loggia	como Marvin
- Sadie Frost como Natalie
- John C. McGinley como Joe
- Illeana Douglas como Laura
- Sal Lopez como Leon
- Shane Brolly como Jack
- Talisa Soto como Amanda
- Lucy Liu como Dot (como Lucy Alexis Liu)
- James Wilder como Jerry
- Jeffrey Jones como Roger
- Julie White como Cindy
- Dane Cook como Tim
- Haley Gilbert Fisher como Shelly (como Haley Gilbert)
- Carol Lynley como mulher na cozinha (sem créditos)
- Peter Navy Tuiasosopo como Paramédico
- Kimberly Paige